# Psychoda albescens
Psychoda albescens és una espècie d'insecte dípter pertanyent a la família dels psicòdids.

## Descripció
- La femella fa entre 1 i 1,25 mm de llargària a les antenes (1,02-1,22 en el cas del mascle), mentre que les ales li mesuren 1,55-2,20 de longitud (1,50-1,77 en el mascle) i 0,67-1,02 d'amplada (0,60-0,85 en el mascle).[2]

## Distribució geogràfica
Es troba a l'illa de Bougainville (illes Salomó, Papua Nova Guinea).